# Black Lotus Records
Black Lotus Records war ein griechisches Musiklabel aus dem attischen Ymittos. Es war auf die Spielarten des Extreme Metals fokussiert.

## Interpreten
- Absolute Steel
- Acheron
- Acid Death
- Adamanter
- Aftermath
- Airged L'amh
- Akercocke
- Altered Aeon
- Angel
- Astarte
- Battleroar
- Bullethole
- Carrier Flux
- Chris Caffery
- Dark Nova
- Descend
- Doctor Butcher
- Dol Ammad
- Dragonland
- Eddie Ojeda
- Elwing
- Enshadowed
- Even Vast
- Green Carnation
- Haterush
- Horrified
- Hortus Animae
- Hypnosis
- Inactive Messiah
- Infernäl Mäjesty
- Leash Law
- Luna Field
- Manticora
- Misericordia
- Morning After
- Mustpain
- Naer Mataron
- Necromantia
- Negative Creeps
- Nightfall
- On Thorns I Lay
- Phantom Lord
- Pitbulls in the Nursery
- Sacrificium
- Sarissa
- Scent of Flesh
- Searing I
- Septicflesh
- Six String Suicide
- Spiritus Mortis
- Swan Christy
- Terra Tenebrae
- Thanatos
- The Aerium
- The Alien Blakk
- The Bereaved
- The Duskfall
- The Elysian Fields
- Thou Art Lord
- Thundra
- Under Eden
- Valiance
- Varathron
- Wolfcry
- Ολέθριο Ρήγμα